# Jean Baptiste Christian Fusée-Aublet
Jean Baptiste Christian Fusée-Aublet ( Salon-de-Provence, 1720 – Paris, 1778) foi um farmacêutico, botânico e explorador francês.

## Biografia
Em 1752, foi para a Île-de-France, onde estabeleceu uma farmácia e um jardim botânico. Trabalhou como boticário e coletor por conta da Companhia Francesa das Índias Orientais nas ilhas Maurícia ( então uma ilha francesa) onde permaneceu durante nove anos. Posteriormente, de 1762 a 1764, foi para Caiena. 
Durante a sua estadia na ’île de France, Fusée-Aublet foi acusado de ter destruido as plantas recolhidas pela expedição de Pierre Poivre (1719-1786), por motivos de ciúme.
Residiu durante vários anos na Guiana, onde reuniu um herbário que lhe permitiu publicar sua Historia de las plantas de la Guayana francesa ( Paris, 1775), adornada com aproximadamente 400 gravuras. É o autor de diversas publicações sobre os objetos e o comércio de Guyana. Seu herbário foi transferido para Jean-Jacques Rousseau (1712-1778) três meses antes de sua morte e, em 1953, repassado para o Museu Nacional de História Natural de Paris.

## Obras
- Histoire des plantes de la Guiane française rangées suivant la méthode sexuelle (P.-F. Didot jeune, Londres e Paris, quatro volumes, 1775).